# 王桂林 (浙江)
王桂林（1877年—1949年），字悦山，浙江东阳人，中华民国政治人物。

## 生平
1906年，王桂林考入保定陆军速成学堂，与吕公望、蒋介石等为同学。北上途经上海时，应光复会会员吕公望邀请，与王萼、童保暄等人访问在沪上筹办《女报》的秋瑾，并由秋瑾介绍加入光复会。王桂林毕业后，与童保暄、傅其永前往天津陆军警察学堂宪兵警察科学习。1910年毕业后返回浙江，在陆军宪兵营任队官。吕公望、童保暄、王桂林、傅其永、孔昭道五人形成“中级会议”，组织革命。11月3日，上海发动武装起义，革命党人在杭州板儿巷老人弄顾乃斌家召开紧急会议，王桂林参加。会议决定杭州起义时间提前到11月4日晩。会后，童保暄与王桂林等人拟订部署。杭州起义成功后，浙江军政府成立，王桂林历任浙江宪兵司令官、宪兵将校研究所所长、浙江陆军第六师步兵第十一旅旅长。
1916年，袁世凯复辟帝制，朱瑞跟随袁世凯，遭到周凤岐联合驻省城浙军十二旅旅长童保暄等倒朱。王桂林、吕公望劝说朱瑞独立无效。4月11日，驻笕桥第十二旅第二十三团自艮山门入城，朱瑞出逃。4月12日，屈映光被推举为浙江都督。4月19日，王桂林与徐则恂、吕公望、张载阳、周凤岐、童保暄、夏超等25人发表《浙军宣告独立通电》，谴责袁世凯复辟帝制，宣告浙江独立。8月后，王桂林担任嘉湖镇守使。1925年10月8日，宁波宣布成立浙江自治委员会，孙传芳命令周凤岐率部讨伐。10月13日，宁台镇守使王桂林、旅长郝国玺突袭伍文渊师部，宁波重新宣布独立。周凤岐发兵攻打宁波，王桂林等败退奉化，转入台州，浙东独立宣告失败。同年，王桂林出任国会善后会议议员。免职后在上海寓居。